# بينيت ماديسون
بينيت ماديسون (بالإنجليزية: Bennett Madison)‏ (28 مارس 1981، واشنطن العاصمة في الولايات المتحدة)؛ كاتب، كاتب للأطفال وروائي أمريكي.